# NGC 687
NGC 687 (другие обозначения — UGC 1298, MCG 6-5-14, ZWG 522.17, PGC 6782) — линзообразная галактика (S0) в созвездии Андромеда. Открыта Уильямом Гершелем в 1786 году. Описание Дрейера: «очень тусклый, звездоподобный объект».
Этот объект входит в число перечисленных в оригинальной редакции «Нового общего каталога».
Галактика NGC 687 входит в состав группы галактик NGC 669. Помимо NGC 687 в группу также входят ещё 34 галактик. Также галактика принадлежит к скоплению галактик Abell 262.
По результатам спектроскопического исследования, галактика имеет отношение масса/светимость около 3,72 ± 0,44 M⊙/L⊙, её возраст составляет 9,9 ± 1,6 миллиардов лет, металличность по всем элементам тяжелее гелия — 0,17 ± 0,07. Масса тёмного гало составляет 0,3—0,6 массы галактики, а его средняя плотность составляет около 0,1 M⊙/пк3.